# طوقچه نارنجی
طوقچه نارنجی (نام علمی: Hypocysta antirius) نام یک گونه از تبار قهوه‌ای‌بالان ساتیرینی است.